# قاموس‌اللغه
قاموس اللغه یا قاموس المحیط یا قاموس فیروزآبادی، با نام کامل قاموس المحیط و القابوس الوسیط الجامع لما ذهب من کلام العرب شماطیط، فرهنگ لغت (واژه‌نامه) عربی به عربی است در چهار جزء.

## نویسنده
قاموس تالیف ابوطاهر مجدالدین محمد فیروزآبادی (۸۱۷ / ۸۱۶ -۷۲۹ ق)، عالم لغوی و ادیب ِایرانی.
این واژه‌نامه با شصت هزار مدخل، بر اساس صحاح ِجوهری، ولی با انتقاد از آن نوشته و چهاربار (دو بار در سدهٔ یازده، یک‌بار در سدهٔ دوازده و برای بار چهارم با عنوان منتهی الارب در سده‌ی سیزده) به فارسی برگردانده شده‌است.

## خصوصیات اثر
ترتیبِ واژگان این فرهنگ، الفبایی و برحسب حرف آخر و سپس حرف نخستِ شکل مجرد، یا ریشهٔ کلمه‌است. در تنظیم واژه‌ها در این روش (روش قافیه‌ای یا روش باب و فصل)، با توجه به حرف پایانی کلمه، آن را بر اساس ترتیب الفبایی در باب مخصوص ِآن حرف جای می‌دهند. سپس با رعایت حرف اول و دوم و سوم و چهارم واژه، آن را در فصلی که درون این باب قرار دارد می‌نهند. به عبارت دیگر، الگوی اصلی برای یافتن ریشهٔ سه حرفی «فعل» به این ترتیب است: اول، ل؛ دوم، ف.

## اهمیت
فیروزآبادی نخستین کسی بود که به سبب گستردگی کار، نام قاموس (دریای بزرگ) را بر کتاب خویش نهاد.وی ــ علاوه بر توضیح مصطلحات پزشکی، ذکر اسامی خاص، استفاده از نشانه‌های اختصاری، ضبط دقیق واژگان و تفاوت گذاشتن میان حرف علهٔ واوی و یایـی ــ خود نیز حدود ۲۰ هزار واژه به کتابهای لغوی پیشینیان چون المحیط ابن‌عباد، العباب صغانی، المحکم ابن‌سیده و البحر المحیط و النهر الماد اندلسی و الصحاح جوهری افزود.
قاموس فیروزآبادی پس از انتشار مورد ِ استقبال ِ فراوان قرارگرفته، و از واژه‌نامه‌های پیشین سبقت گرفت. بسیاری خاورشناسان نیز بنیان تألیفات لغوی خود را در زبان عربی بر اساس قاموس فیروزآبادی نهادند. شهرت ِ قاموس‌المحیط تا آنجا پیش رفت، که واژهٔ نخست ِ آن یعنی «قاموس» بعداً به معنای فرهنگ در زبان عربی به‌کار رفت.

## شرح
در قرن دوازدهم، سیدمرتضی زبیدی کتاب تاج‌العروس فی شرح قاموس را در توضیح اثر فیروزآبادی تألیف کرده و بر آن نام‌های خاص تاریخی و جغرافیای را نیز افزود.